# Ophiomastus tegulitius
Ophiomastus tegulitius is een slangster uit de familie Ophiuridae.
De wetenschappelijke naam van de soort werd in 1878 gepubliceerd door Theodore Lyman. De soort werd voor het eerst verzameld tijdens de Challenger-expeditie in de Stille Oceaan nabij Papoea-Nieuw-Guinea.